# Don Ohlmeyer
Donald Winfred "Don" Ohlmeyer Jr (3 de febrero de 1945 - 10 de septiembre de 2017) fue un productor de televisión estadounidense y presidente de la división de la costa oeste de la cadena NBC. Nació en Nueva Orleans, Louisiana. Fue profesor de comunicaciones de televisión en la Universidad de Pepperdine en Malibu, California. Fue Defensor del Pueblo de ESPN.com durante 18 meses, mandato que finalizó en enero de 2011.
Ohlmeyer murió en Indian Wells, California, el 10 de septiembre de 2017 de cáncer a la edad de 72 años.

## Otros sitios web
- Don Ohlmeyer Recibe el Premio a la Trayectoria Profesional
- Don Ohlmeyer contratado como Ombudsman de ESPN
- Don Ohlmeyer se incorpora a la HOF de Sports Broadcasting
- Biografía de Don Ohlmeyer en ESPN

- Datos: Q3035871